# Brézilhac
Brézilhac (okzitanisch: Bresilhac) ist eine südfranzösische Gemeinde mit 176 Einwohnern (Stand 1. Januar 2022) im Zentrum des Départements Aude in der Region Okzitanien (vor 2016 Languedoc-Roussillon). Die Gemeinde gehört zum Arrondissement Carcassonne (bis 2017 Limoux) und zum Kanton La Piège au Razès. Die Einwohner werden Brézilhacois genannt.

## Lage
Brézilhac liegt in der südöstlichen Randzone des Lauragais in der ehemaligen Grafschaft Razès etwa 23 Kilometer westsüdwestlich von Carcassonne. Umgeben wird Brézilhac von den Nachbargemeinden Lasserre-de-Prouille im Norden, Cailhavel im Osten, Ferran im Süden, Fenouillet-du-Razès im Südwesten sowie Fanjeaux im Westen und Nordwesten.

## Bevölkerungsentwicklung
| Jahr                       | 1962 | 1968 | 1975 | 1982 | 1990 | 1999 | 2006 | 2019 |
| Einwohner                  | 203  | 193  | 177  | 132  | 114  | 118  | 151  | 181  |
| Quellen: Cassini und INSEE |      |      |      |      |      |      |      |      |

## Sehenswürdigkeiten
- Kirche Saint-Martin